# Museo de las Telecomunicaciones (Chile)
El Museo de las Telecomunicaciones es un museo temático ubicado en la ciudad de Valdivia, Región de Los Ríos, Chile. Su propósito es la difusión informativa del progreso e historia de los métodos de telecomunicación usados a nivel nacional y mundial, siendo este el primero de su tipo en el país. Fue inaugurado el 18 de mayo de 2022.

## Restauración de la Casa Lüer

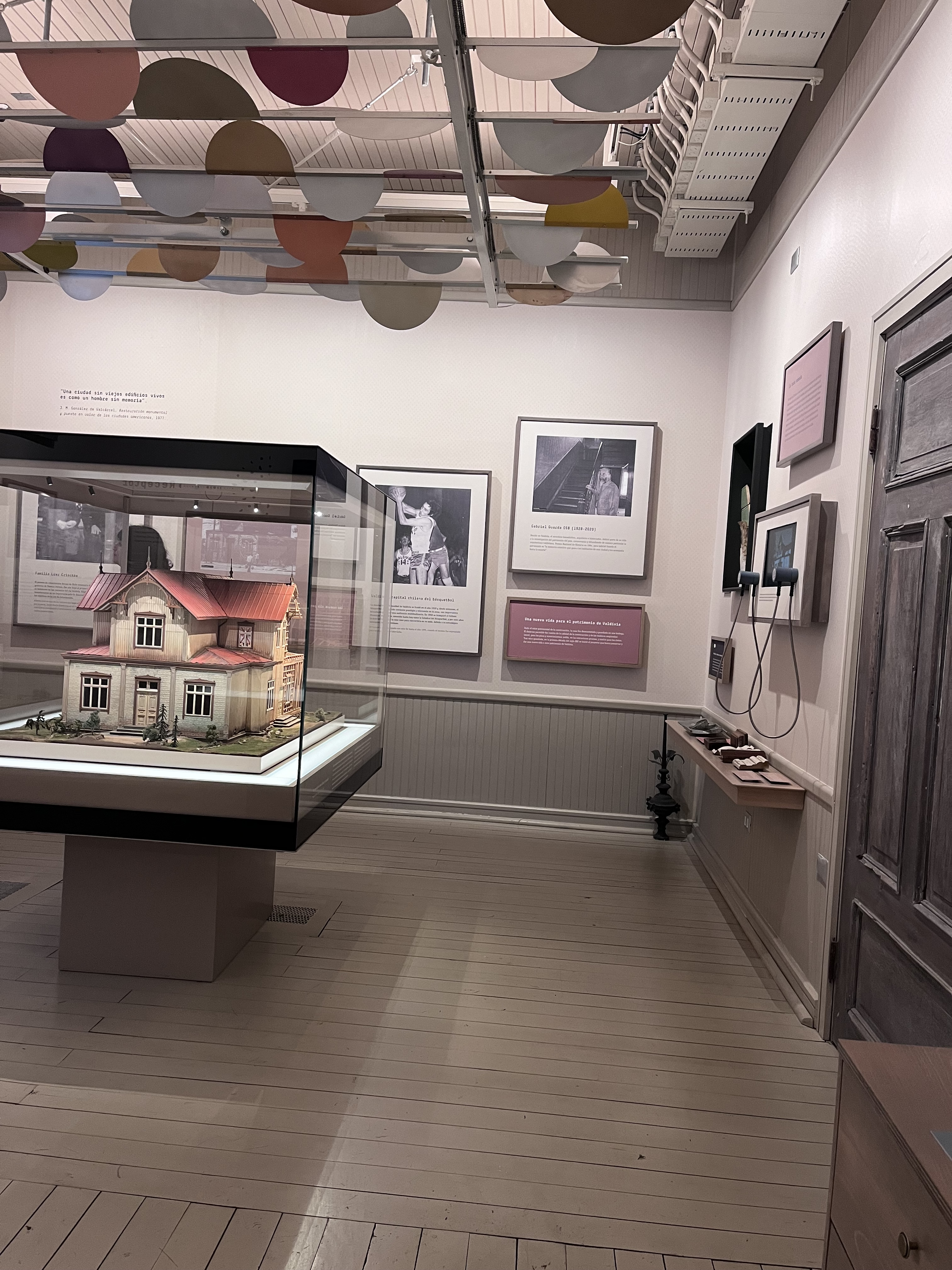
Exhibición de la Casa Lüer dentro del museo.

La propuesta museográfica, gestada y financiada por Telsur con la colaboración de la Corporación Patrimonio Cultural de Chile, consiste en una exhibición permanente que narra la historia de las telecomunicaciones a través de una colección de equipos telefónicos de uso doméstico, como una réplica interactiva de una central telefónica, vitrinas con equipos, paneles informativos y diversos elementos interactivos. El museo se encuentra ubicado en la reconstrucción de la casa Lüer (conocida hasta finales del s. XX como la «Casa del Básquetbol»), un inmueble que fue rescatado de ser demolido en 1997 gracias a las gestiones del sacerdote Gabriel Guarda Geywitz (OSB). Originalmente construida como una vivienda a principios del siglo XX, la casa Lüer es un ejemplo destacado del patrimonio arquitectónico de Valdivia y ahora acoge al museo, fusionando la historia local con la evolución de la tecnología.
El museo también cuenta con una sala multiusos en el nivel subterráneo para exposiciones temporales, talleres y eventos especiales, que complementan las exhibiciones permanentes y permiten explorar nuevas temáticas relacionadas con el mundo de las telecomunicaciones.[cita requerida]

## Recorrido

### Casa Lüer
Este sector está dedicado a la historia de la casa Lüer. La sala ofrece una visión detallada de la arquitectura y el contexto histórico que rodea a este emblemático edificio.[cita requerida]

### Primeros métodos de comunicación
Esta sección presenta diversas atracciones interactivas que ilustran la evolución de las telecomunicaciones. Entre las exhibiciones destacan una centralita, la expansión de las telecomunicaciones, el telégrafo Morse, entre otras.[cita requerida]

### Pared de teléfonos

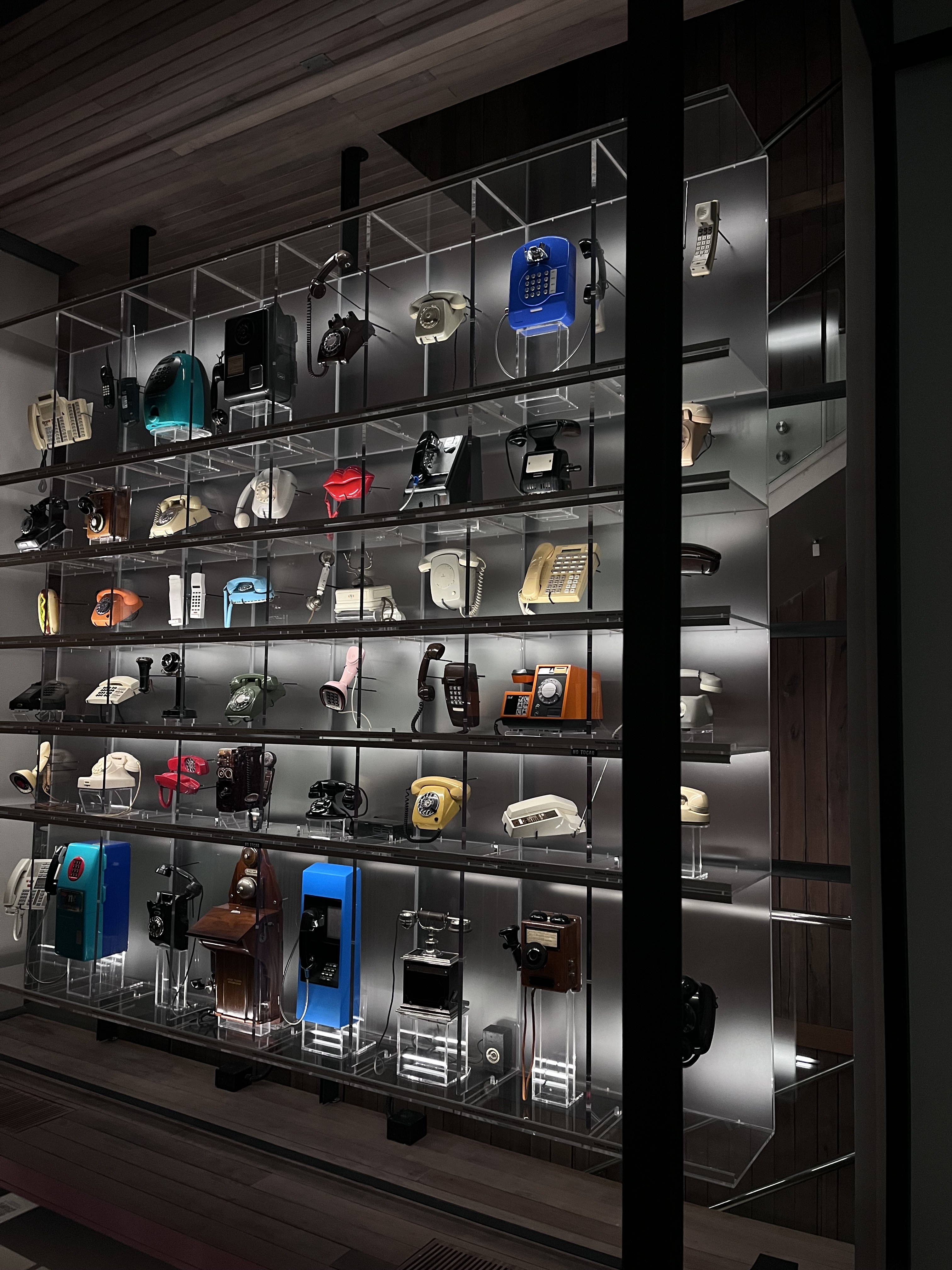
Exhibición de teléfonos con el paso de los años.

Aquí se exhibe una colección de teléfonos retro y antiguos, que permite a los visitante ver la evolución del diseño y la tecnología en las comunicaciones.[cita requerida]

### Evolución al 5G
Este piso está dedicado a mostrar las distintas etapas de la evolución digital, donde están presentes las innovaciones actuales de la Quinta Generación de tecnologías (5G).[cita requerida]

## Ediciones temáticas
El Museo de las Telecomunicaciones en Valdivia participa activamente en eventos culturales y ofrece actividades especiales para público de todas las edades.[cita requerida]

### Halloween en el MuT

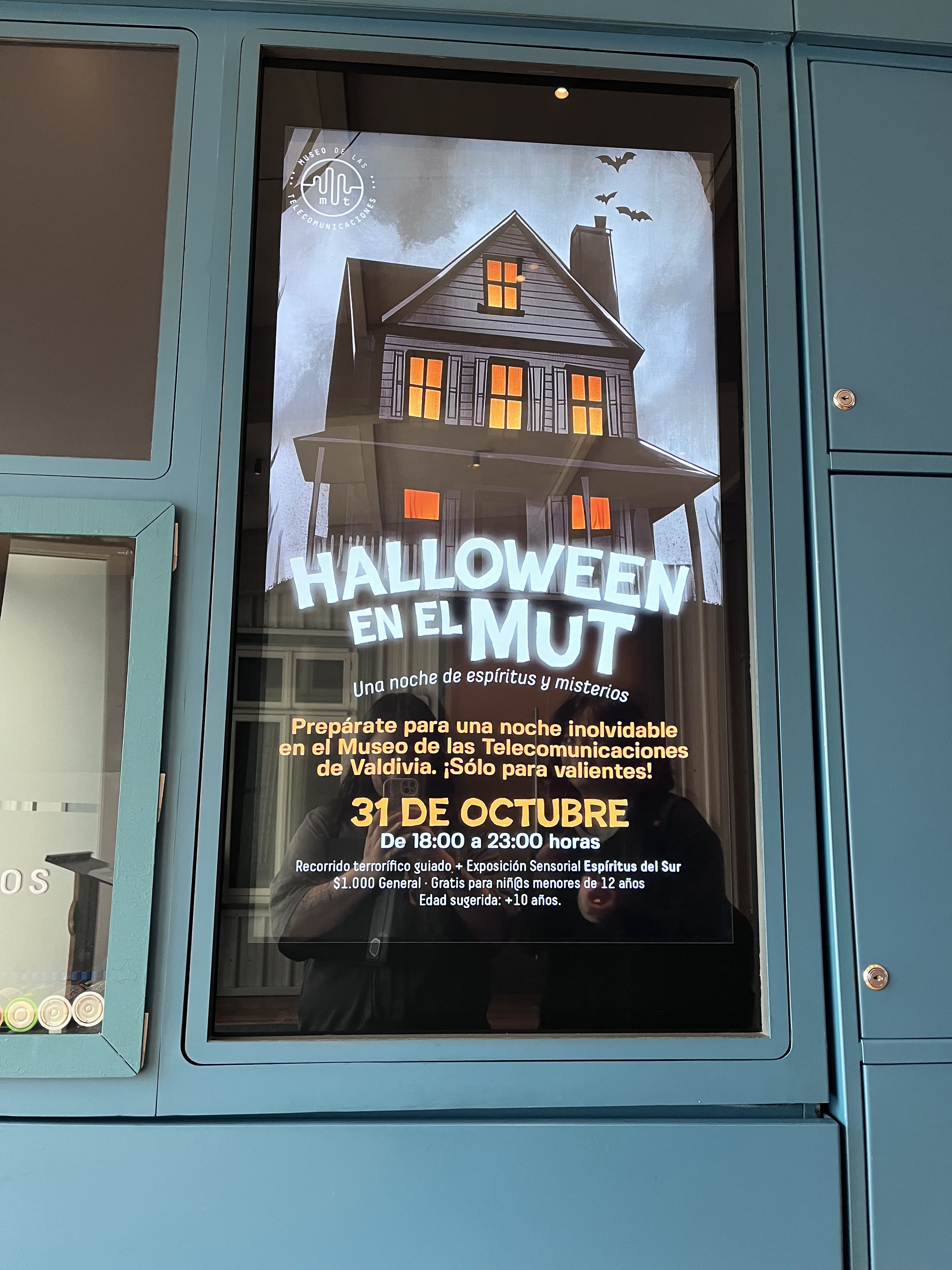
Afiche promocional de Halloween en el MuT.

Durante la edición de Halloween, el museo organiza eventos temáticos que incluyen exhibiciones y experiencias interactivas que combinan la historia de las telecomunicaciones con elementos narrativos. Esta celebración se ha vuelto una tradición anual desde 2022 y ha ganado popularidad con sus decoraciones, concursos y exhibiciones temáticas, además de una invitación al público para asistir disfrazados.[cita requerida]

### Noche de museos
La Noche de Museos es una iniciativa que resurgió en 2024 después de cinco años de inactividad en el país, donde se le permite al público explorar las exhibiciones del museo en horarios extendidos. En esta actividad, el MuT abrió sus puertas desde las 19:00pm hasta las 23:00pm.[cita requerida]